# Alan Gross
Alan Phillip Gross (5 de mayo de 1949), es un trabajador social y un profesional en desarrollo internacional estadounidense. En diciembre de 2009 fue arrestado en Cuba mientras trabajaba como contratista para la Agencia de los Estados Unidos para el Desarrollo Internacional (USAID) —organismo acusado en reiteradas ocasiones de colaborar con la inteligencia estadounidense, como la CIA, para la desestabilización de países hostiles— como parte de un programa para ingresar, ilegalmente, tecnologías de telecomunicaciones a Cuba.
Fue acusado de espiar para la inteligencia estadounidense en enero de 2010 y condenado en 2011 por «actos contra la integridad e independencia del Estado cubano». Fue liberado el 17 de diciembre de 2014 como parte de un intercambio de prisioneros donde tres cubanos acusados de espionaje fueron excarcelados de Estados Unidos, gestos que muchos consideran un paso definitivo hacia la normalización de las relaciones entre los dos países después de medio siglo de enfrentamientos.

## Biografía
Nació cerca de 1950, estudió Trabajo social en la Universidad de Maryland y en la Universidad Comunitaria de Virginia. En 2001 fundó el Centro de Desarrollo Conjunto de Negocios (Joint Business Development Center) para ayudar a conectar a la naciones en desarrollo al Internet. Para 2011 contaba con 25 años de experiencia como trabajador humanitario internacional. Tiene esposa y dos hijas.
A finales de marzo de 2009, llega al templo Beth Shalom de la Comunidad Hebrea de Cuba, recomendado por el Comité Judío Americano (American Jewish Joint Distribution Committee (JDC)), para ayudar a la comunidad judía en la isla a conectarse a internet. Trabajaba para Development Alternatives, Inc., un contratista de la Agencia de los Estados Unidos para el Desarrollo Internacional.
En 2009 fue detenido y procesado mientras estaba en Cuba, donde el gobierno cubano lo acusa de actuar a favor del Gobierno de los Estados Unidos como parte de una campaña de desestabilización para invalidar la Revolución cubana. La historia oficial en los Estados Unidos, como aparece en un reportaje del Miami Herald, es que Gross estaba en la isla con el único propósito de proveer acceso a Internet sin filtraciones a la comunidad judía cubana (el acceso a internet en Cuba está limitado para todos los habitantes de la isla, debido al bloqueo impuesto), aunque ha sido reportado que la prominente miembro de la comunidad judía de Cuba, la Sra. Adela Dworin, quien más tarde afirmó conocer al Sr. Alan P. Gross desde su primera visita; cuando se les solicitó su testimonio durante el juicio, negó haber conocido del todo a Gross.
Tiempo adelante, acabó descubriéndose como cobraba cantidades ingentes de dinero por esta operación de inteligencia en la isla.

## Arresto
Fue arrestado el 4 de diciembre de 2009 en el Aeropuerto de La Habana. Fue encarcelado en la prisión de Villa Marista.
En enero de 2010, Ricardo Alarcón, de la Asamblea Nacional Cubana, expresó que Gross estaba "trabajando para los servicios de inteligencia" de Estados Unidos. La congresista Ileana Ros-Lehtinen dijo que el caso era un intento de Cuba por obtener una "concesión". Muchos grupos judíos, incluyendo la Conferencia de Presidentes de las Grandes Organizaciones Americanas y el Comité Judío Americano, protestaron por el caso.

## Sentencia
En marzo de 2011, se llevó a cabo el juicio. Se le acusó de "actos contra la independencia o la integridad territorial del Estado". El 12 de marzo, fue sentenciado a 15 años de prisión. La Agencia Cubana de Noticias dijo que había formado parte de un "proyecto subversivo del gobierno de los Estados Unidos que apuntaba a destruir la Revolución mediante el uso de sistemas de comunicación fuera del control de las autoridades". La causa de Gross fue apelada ante la Suprema Corte de Cuba, la cual reafirmó la sentencia en agosto de 2011.
El Gobierno de los Estados Unidos, incluyendo a la Secretaria de Estado Hillary Clinton, denunciaron el fallo. Su abogado en Estados Unidos es Peter J. Kahn. También tiene un abogado cubano.

## Liberación
Fue liberado el día miércoles 17 de diciembre de 2014.